# 鶴田町立水元小学校
鶴田町立水元小学校（つるたちょうりつ みずもとしょうがっこう）は、青森県北津軽郡鶴田町にあった公立小学校。本項では、併合した水元高等小学校の沿革も併記する。

## 概要
鶴田町廻堰地区に位置し、同地区を学区としていた。閉校後は鶴田町歴史文化伝承館として活用されている。

## 所在地
- 青森県北津軽郡鶴田町大字廻堰字下桂井6-3[2]。

## 歴史
- 1876年（明治9年）11月15日 - 廻堰村字上桂井43番地に校舎を落成し、廻堰小学として開校[3]。
- 1886年（明治19年）4月 - 妙堂崎簡易小学校（妙堂崎村）へ統合し、「妙堂崎簡易小学校廻堰分教場」に改称[4]。
- 1890年（明治23年） - 小学校令改正に伴い、「妙堂崎尋常小学校廻堰分教場」に改称[5]。
- 時期不明 - 水元村字下桂井41番地に校舎を落成し、移転[5]。
- 1898年（明治31年）11月15日 - 校舎を2階建てに増改築。同日を創立記念日に制定[6]。
- 1902年（明治35年）
  - 4月 - 向陽小学校の組合から分離し、水元高等小学校が開校[6]。
  - 10月1日 - 校舎を落成[7]。
- 1903年（明治36年）
  - 1月4日 - 現在地に水元高等小学校の校舎を落成[5]。
  - 4月1日 - 開校式を挙行[7]。
- 1904年（明治37年）3月31日 - 本校から独立し、「廻堰尋常小学校」に改称[8]。
- 1907年（明治40年） - 体育館を落成[9]。
- 1909年（明治42年）4月1日 - 水元高等小学校を統合。高等科[注 1]を併置し、「水元尋常高等小学校」に改称[10]。
- 1910年（明治43年）4月 - 妙堂崎尋常小学校・木筒尋常小学校・野木尋常小学校を統合し、分教場に移行[11]。
- 1912年（明治45年）
  - 2階建て校舎を増築[12]。
  - 4月1日 - 職員室と室内体操場との区画を撤去し、男子体操場を拡張。女子は旧尋常小学校の階下を控所とし、階上を裁縫室と女子整容室に改修[12]。
- 1913年（大正2年）4月1日 - 児童増加に伴い、女子控所を教室に転換[12]。
- 1916年（大正5年）4月1日 - 野木分教場に通学していた間山学区の児童を本校通学に変更[13]。
- 1925年（大正14年）
  - 8月 - 2階建校舎を増築。体操場を拡張[7]。
  - 11月15日 - 創立50周年を記念し、同窓会より校旗や式場用幕2張などが寄贈[13]。
- 1936年（昭和11年）
  - 4月 - 校地を拡張。平屋建て校舎を解体し、正面校舎屋内体操場を着工[13]。
  - 校舎を落成[1]。
  - 11月 - 屋内体操場を落成[14]。
- 1941年（昭和16年）4月1日 - 国民学校令施行に伴い、「水元国民学校」に改称[8]。
- 1947年（昭和22年）
  - 4月1日 - 学校教育法（旧法）施行に伴い、「水元村立水元小学校」に改称。町立水元中学校を併置し、高等科生を中学校に移籍。妙堂崎・木筒・野木の各分教場を○○分校に改称[15]。
  - 11月18日 - 田の尻分校を開設。ただし、当初は児童の通学安全対策で冬季のみの季節分校だった。また、この当時は独立校舎は無く、田の尻消防屯所2階集会室を仮教室にあて、3年生までの複々式1学年編成で授業を行った[16]。
- 1948年（昭和23年）
  - 4月1日 - 妙堂崎分校が村立妙堂崎小学校として独立[17]。
  - 5月12日 - アメリカ進駐軍放出物資によるミルク給食を実施[18]。
  - 10月10日 - 木筒分校の増改築工事が完了し、落成式を挙行[18]。
  - 10月18日 - 野木分校の増改築工事が完了し、落成式を挙行[18]。
  - 11月18日 - 田の尻季節分校の新校舎を落成[19]。
- 1950年（昭和25年）4月1日 - 木筒分校が村立木筒小学校として独立[20]。
- 1951年（昭和26年）4月1日 - 野木分校が村立野木小学校として独立[21]。
- 1954年（昭和29年）4月1日 - 田の尻分校を通年制に変更し、3年生までの2学級編成に変更[2]。
- 1955年（昭和30年）3月1日 - 町村合併に伴い、「鶴田町立水元小学校」に改称[19]。
- 1956年（昭和31年）12月1日 - 創立80周年記念式典を挙行し、新校歌を制定[22]。
- 1963年（昭和38年）4月1日 - 田の尻分校の3年生を本校へ収容し、2年生までの複式1学級編成に変更[22]。
- 1964年（昭和39年）8月6日 - 鼓笛隊を結成[22]。
- 1966年（昭和41年）
  - 1月19日 - ミルク給食を開始[22]。
  - 9月15日 - 校旗を樹立。校章を制定。協賛会の協力によりベルタイマーおよび校内放送設備・図書室の設置や、楽器設備・水飲場の改装などを実施[23]。
- 1968年（昭和43年）5月1日 - センター方式による完全給食を開始[23]。
- 1969年（昭和44年）7月25日 - プール落成式を挙行[23]。
- 1974年（昭和49年）1月16日 - 学校文集「水元」を発刊[24]。
- 2004年（平成16年）3月31日 - 町立妙堂崎小学校と統合した町立水元中央小学校の開校に伴い、閉校[25]。
- 2008年（平成20年）7月1日 - 校舎を活用した町の歴史学習拠点「伝承館」が開業[9]。

## その他
- 校舎は町の文化財に指定されている（閉校後の2005年指定）[9]。
- かつて、NHKの大河ドラマいのちのロケ舞台にもなった[9]。

## アクセス
- 青森県道153号山田鶴田線で鶴田町中心部から車で約5分。
- なお、「下桂井（旧：水元学校前）」バス停を通る弘南バス「五所川原 - 鶴田線 （廻堰経由）」は、2018年（平成30年）9月30日をもって廃止された[26]。